# Florin Achim
Florin Vasile Achim (sinh ngày 16 tháng 7 năm 1991) là một cầu thủ bóng đá người România thi đấu ở vị trí tiền vệ phải hay hậu vệ phải cho FC Academica Clinceni.

## Sự nghiệp
Achim bắt đầu chơi bóng tại quê nhà với tư cách cầu thủ trẻ cho FCM Baia Mare. Năm 2010 FCM Baia Mare giải thể và anh gia nhập đội bóng mới FC Maramureș. Năm 2012, Achim được cho mượn đến đội dự bị của Astra Giurgiu. Anh trở lại FC Maramureș và thi đấu cho đội bóng đến khi nó giải thể năm 2013. Vào tháng 6 năm 2013 Achim ký hợp đồng với Săgeata Năvodari, sau khi được thử việc bởi huấn luyện viên, Tibor Selymes. Săgeata Năvodari xuống hạng năm 2014 và Achim trở lại Transilvania đến Universitatea Cluj.